# Контраразузнаване
Контраразузнаването е дейност, осъществявана обикновено от държавите за защита на държавността и нацията от външни интервенции срещу суверенитета им.
Защитата и противодействието са насочени срещу множество и различни потенциални и реални заплахи за сигурността на държавата и гражданите. За целта контраразузнавателните служби извършват разузнавателна дейност на територията на страната и извън нея. Контраразузнаването е отделна дейност от разузнаването.
Контраразузнавателната дейност включва идентифициране, диверсификация и оценка на потенциални заплахи и е комплексна и сложна дейност и задача. В отделните страни по различен начин е организирана контраразузнавателната дейност и службите които я осъществяват, като обикновено в повечето от случаите дейността и службите са отделени от полицейските. Контраразузнаването противодейства на шпионажа в полза на други държави, подсигурявайки държавната и национална сигурност, включително срещу външния и вътрешен тероризъм.